# Coto de Caza El Angolo
Die Coto de Caza El Angolo ist ein Schutzgebiet in Nordwest-Peru in der Region Piura. Coto de Caza lässt sich ins Deutsche als „Wildschutzgebiet“ oder „Jagdschutzgebiet“ übersetzen. Das Schutzgebiet wurde am 1. Juli 1975 eingerichtet. Benannt wurde es nach der Baumart Angolo (Albizia inundata). Verwaltet wird es von der staatlichen Naturschutz-Agentur Servicio Nacional de Areas Naturales Protegidas por el Estado (SERNANP). Das Areal besitzt eine Größe von 650 km². Das Schutzgebiet dient der Erhaltung eines Waldgebietes mit saisonalem Trockenklima. Es wird in der IUCN-Kategorie VI als ein Schutzgebiet geführt, dessen Management der nachhaltigen Nutzung natürlicher Ökosysteme und Lebensräume dient. Es ist eines von zwei Schutzgebieten der Kategorie Coto de Caza in Peru. Das andere Schutzgebiet ist die Coto de Caza Sunchubamba.

## Lage
Das Schutzgebiet erstreckt sich über den Süden der Cordillera de los Amotapes und erreicht Höhen von bis zu  1401 m. Es liegt in den Distrikten Lancones und Marcavelica der Provinz Sullana sowie im Distrikt Pariñas der Provinz Talara. Das Schutzgebiet grenzt im Nordosten an den Nationalpark Cerros de Amotape.

## Ökologie
Zur Vogelwelt des Schutzgebietes gehören der Feuerflügelsittich (Brotogeris pyrrhoptera), der Buntflügel-Schmätzertyrann (Ochthoeca piurae), die Tumbesammer (Rhynchospiza stolzmanni) und der Weißschwanz-Blaurabe (Cyanocorax mystacalis). Zu den Säugetierarten in dem Gebiet zählt der Nördliche Tamandua (Tamandua mexicana), der Puma (Puma concolor), der Jaguar (Panthera onca) und der Weißwedelhirsch (Odocoileus virginianus). Letzterer wird in dem Gebiet bejagt. Zu den bemerkenswerten Pflanzenarten, die in dem Gebiet gedeihen, gehört Loxopterygium huasango aus der Familie der Sumachgewächse, Prosopis pallida aus der Gattung Prosopis, Eriotheca ruizii aus der Unterfamilie der Wollbaumgewächse, Bursera graveolens aus der Familie der Balsambaumgewächse, Cordia lutea aus der Gattung der Kordien, Ceiba trichistandra aus der Gattung Ceiba, Zedrelen und die Baumart Angolo (Albizia inundata).